# Fox Broadcasting Company
Fox Broadcasting Company (Fox of FOX) is een Amerikaans televisienetwerk. Het is in het bezit van de Fox Corporation. Fox heeft vele succesvolle shows geproduceerd en uitgezonden sinds de lancering op 9 oktober 1986.
Fox is het enige televisienetwerk dat het de drie grootste televisienetwerken van de Verenigde Staten (NBC, CBS en ABC) sinds de jaren zeventig echt moeilijk heeft gemaakt. Fox heeft deze drie in sommige perioden qua kijkcijfers overtroffen maar moet toch vaak ook genoeg nemen met een vierde plaats. Fox wordt vaak beschouwd als het televisienetwerk dat onder anderen Jim Carrey, Ben Stiller en Ashton Kutcher groot heeft gemaakt.
Het televisienetwerk werd opgericht in 1986 om programma's te leveren aan de televisiestations van Metromedia, dat een jaar eerder voor 4 miljard dollar door News Corporation was overgenomen.